# Ridderorden in Saint Christopher en Nevis
Saint Christopher en Nevis, ook Saint Kitts en Nevis, is een land in het Gemenebest en in een personele unie met het Verenigd Koninkrijk verenigd.Het eiland-staatje dat de twee genoemde eilanden omvat verleent daarom ook de volgende Britse onderscheidingen:
- Orde van Sint-Michaël en Sint-George (voor zeer hoge functionarissen)
- Orde van het Britse Rijk (een veel verleende onderscheiding met zes graden)

Elizabeth II stelde na 1998 daarnaast nog de volgende ridderorden in:
- De Orde van de Nationale Held (Order of the National Hero), 1998
- De Ster van Verdienste (Star of Merit), 1998
- De Eremedaille (Medal of Honour), 1998
- De Orde van Saint Cristopher en Nevis (Order of St Christopher and Nevis), 2005